# Den pro-palæstinensiske protestaktion på Københavns Universitet 2024
Den pro-palæstinensiske protestaktion på Københavns Universitet 2024 var en ca. én måned lang teltlejr i maj-juni 2024 på Kommunehospitalet i København, som huser Københavns Universitets (KU) Center for Sundhed og Samfund. Lejren var en del af den globale og pro-palæstinensiske studenterbevægelse, der blandt andet har til formål at få stater og universiteter til at trække investeringer ud af Israel. Lejren blev oprettet den 6. maj 2024, og studenterne slog teltpælene op og lukkede lejren ned igen den 2. juni, efter at universitetet havde meddelt, at det ville trække sine investeringer ud af tre virksomheder, der havde aktiviteter på den israelsk besatte Vestbred.

## Forløb

### Start
Lejren blev opsat mandag d. 6. maj 2024 af en gruppe studerende på mellem 50 og 100 personer, der havde medbragt telte. Flere end 200 mennesker dukkede op til et møde på andendagen d. 7. maj. Arrangørgruppen Studerende mod Besættelsen havde siden 2021 arbejdet for at Københavns Universitet skulle trække sine økonomiske investeringer ud af virksomheder, der havde forretninger i de besatte områder i Palæstina. Teltlejren på KU udsprang imidlertid af en række lignende protestaktioner primært i USA, hvor amerikanske studerende havde barrikaderet flere prominente universiteter og efterfølgende var blevet mødt med voldsomme politireaktioner.

### Aktivisternes krav
Arrangørerne af teltlejren på KU opstillede fra starten seks krav, der blandt andet inkluderede, at Københavns Universitet skulle fordømme Israels militærkampagne i Gaza som et folkedrab, og at universitet skulle trække sine investeringer ud af virksomheder, der profiterer på forretning i de besatte områder af Palæstina, samt boykotte akademiske institutioner i Israel ved at afslutte samarbejder. Københavns Universitet erklærede imidlertid ved lejrens oprettelse, at de tillod teltlejrens tilstedeværelse på KU's campus, men at universitetet ikke ville imødekomme de studerendes krav. Prorektor Kristian Cedervall Lauta udtalte, at Københavns Universitet ikke havde sin egen udenrigspolitik, og at det ikke var universitetets opgave at tage stilling til verserende konflikter. Samtidig sagde han, at universitetet beredvilligt ville følge et af kravene, nemlig at KU skulle udtrykke sympati med universitetets palæstinensiske studerende, hvilket man meget gerne gjorde, ligesåvel som KU havde sympati med sine jødiske studerende. Uddannelsesminister Christina Egelund støttede universitetets holdning. Ifølge Studerende mod Besættelsen var det problematisk, at de danske universiteter ikke ville stoppe deres israelske samarbejder, når man havde taget klar stilling til krigen mellem Ukraine og Rusland, hvor universiteterne blandt andet boykottede akademiske institutioner i Rusland. Derfor fortsatte de studerende protestaktionen, forklarede de.

### Afslutning
Den 28. maj meldte universitetet ud, at det med virkning fra den følgende dag ikke længere ville have investeringer i virksomheder, der var aktive i de ulovligt besatte israelske områder på Vestbredden. KU havde på det pågældende tidspunkt investeret omkring én mio. kr. tilsammen i tre selskaber, som optrådte på FN's liste over virksomheder med aktiviteter på Vestbredden. Ifølge universitetet udsprang beslutningen af "de refleksioner rektoratet har gjort sig på baggrund af samtaler med studerende og ansatte i forbindelse med konflikten i Israel og Palæstina". Samtidig gjorde KU gældende, at beslutningen om at opgive investeringerne var i tråd med universitetets bestyrelses strategi for finansiel risikostyring og etisk investeringspolitik.
På baggrund af KU's udmelding om at indstille investeringer i virksomheder med aktiviteter i bosættelserne besluttede demonstranterne i teltlejren den 2. juni at pakke lejren ned igen. Udover henvisningen til universitetets beslutning fortalte en talsmand for Studerende mod Besættelsen, at det ud fra et strategisk synspunkt ikke var så meningsfuldt at opretholde teltlejren i sommeren, hvor universitetet var tømt for studerende, som var hovedmålgruppen for teltlejr-aktionen.